# Jopie Knol
Johanna Maria Theresia van der Heijden-Knol (Enschede, 7 februari 1926 – Zevenaar, 19 maart 2022), beter bekend als Jopie Knol, was een Nederlands onderwijzeres die van 1959 tot 1963 in de Tweede Kamer zetelde voor de Katholieke Volkspartij.

## Biografie
Knol deed de MO-opleiding tot onderwijzeres en haalde aan de kweekschool haar hoofdakte. In de jaren veertig en vijftig werkte ze op lagere scholen in Enschede, Losser en Hengelo. Ze was van 1954 tot 1959 lerares Nederlands op het lyceum De Grundel in Hengelo.
Ze sloot zich tijdens haar studie aan bij de jongerenorganisatie van de Katholieke Volkspartij (KVP). Aan het eind van de jaren vijftig was ze bestuurslid van het Nederlands Katholiek Vrouwendispuut. Op 2 september 1958 werd ze voor de KVP lid van de Enschedese gemeenteraad. Ze stond op de kandidatenlijst van de KVP voor de Tweede Kamerverkiezingen in maart 1959, maar ze werd niet verkozen. Op 26 mei 1959 werd ze als vervanger van Marga Klompé toch lid van de Tweede Kamer. Als parlementariër hield Knol zich vooral bezig met maatschappelijk werk, cultuur en onderwijsaangelegenheden.
Op 5 juni 1963 nam Knol afscheid van de Tweede Kamer vanwege een voorgenomen huwelijk. Ze trouwde met B.A.M. van der Heijden, die vijf kinderen had uit een eerder huwelijk. Ze kregen samen één kind. In het voorjaar van 1968 verliet ze de KVP en sloot ze zich aan bij de afgesplitste Politieke Partij Radikalen (PPR). Ze was als medeoprichter lid van het eerste partijbestuur en in 1971 stond ze op de kandidatenlijst voor de Tweede Kamerverkiezingen.
Eind jaren tachtig en begin jaren negentig was Knol actief voor de feministische Vrouwenpartij.
Knol overleed op 96-jarige leeftijd.